# Norway - The Magic Kingdom
|  | Denne artikel er oprettet af botten Steenthbot ud fra en ekstern database. Den kan derfor have sproglige fejl eller mangler. Denne skabelon kan fjernes efter kontrol af indholdet. |

Norway - The Magic Kingdom er en dansk dokumentarfilm.

## Handling
En rejseskildring, som Gutenberghus tilsyneladende har taget et hold fra Disney med på.